# Rua do Cunha

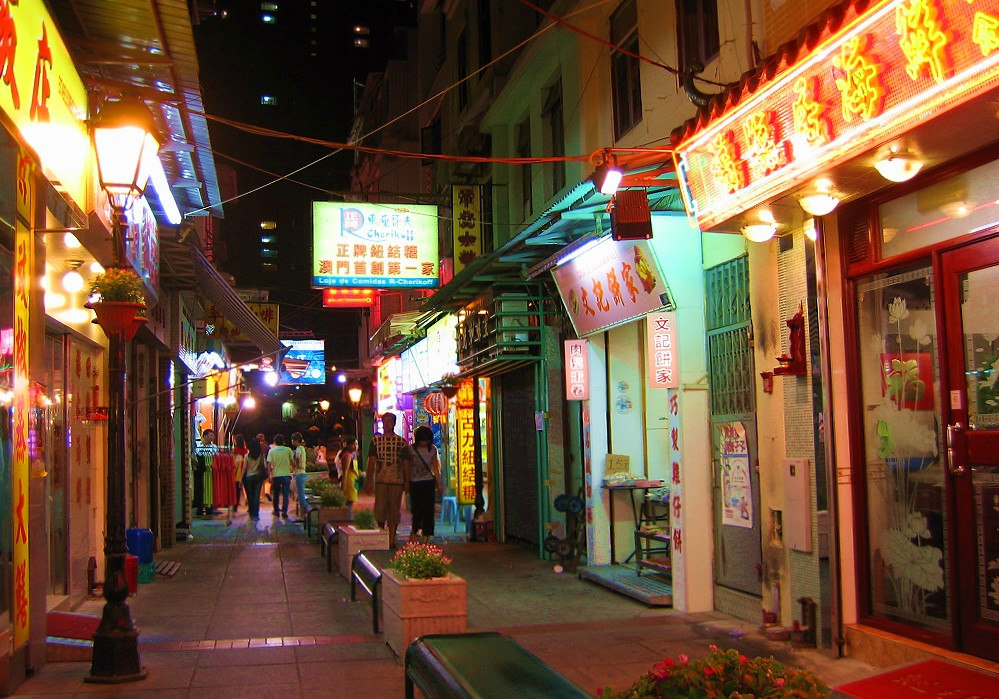
Vista de la calle

La Rua do Cunha (que en portugués quiere decir: Calle de la Cunha; en chino: 官也街) es una calle peatonal estrecha en Vila da Taipa, en el centro de la ciudad de la isla de Taipa, en Macao al sur de China. Recibe su nombre en honor al explorador portugués Tristão da Cunha.
Es conocido por tiendas que venden tortas de almendra, bollos fénix de huevo, copos de coco, Cherikoff y dulces de maní, que los viajeros compran como "souvenirs" , como Choi Heong Yuen y Koi Kei. También es conocido por los diversos restaurantes portugueses, incluyendo O Santos, que ha estado en el negocio durante 20 años, y O Galo .